# Namibia Volleyball Federation
Die Namibia Volleyball Federation (NVF) ist der Dachverband des Volleyballsports in Namibia. Die NVF ist seit Gründung 1991 Mitglied des Internationalen Volleyball-Verbandes (FIVB), des Afrikanischen Volleyball-Verbandes (CAV) und anerkannt von der Namibischen Sport-Kommission (NSC).

## Struktur
Präsident des Verbandes ist der Deutschnamibier Heiko Diehl, der von den beiden Vizepräsidenten Simone von Wietersheim und Joel Matheus unterstützt wird. Generalsekretär ist Joseph Amakali.
Die NVF gliedert sich in verschiedene Schwerpunktbereiche:
- Hallenvolleyball (Indoor Division)
- Beachvolleyball (Beach Division)
- Kinder-Volleyball (Mini Volleyball)

## Mitgliedsvereine
Die 10 Mitgliedsvereine der NVF sind:
- Deutscher Turn- und Sportverein (DTS)
- Eleven Warriors
- Karas Nampol
- Khomas Nampol
- Namibian Defence Force
- Rehoboth
- Revivals
- Six Stars
- SK Windhoek
- UNAM

## Nationalmannschaften
- Namibische Volleyballnationalmannschaft der Damen
- Namibische Volleyballnationalmannschaft der Herren
- Namibische Beachvolleyball-Nationalmannschaft der Damen
- Namibische Beachvolleyball-Nationalmannschaft der Herren

### Erfolge
- Beachvolleyball-Afrikameisterschaft 2011 in  Mosambik: 5. Platz (Damen und Herren)